# نويك (شاخنات)
نويك (بالفارسية: نویک) هي مستوطنة تقع في إيران في قسم شاخنات الريفي. يقدر عدد سكانها بـ 76 نسمة .